# Monodiscodes
Monodiscodes är ett släkte av steklar. Monodiscodes ingår i familjen sköldlussteklar.
Kladogram enligt Catalogue of Life:
| Monodiscodes | \| \| Monodiscodes dimorphus \| \| \| \| \| \| Monodiscodes intermedius \| \| \| \| |
|              | \| \| Monodiscodes dimorphus \| \| \| \| \| \| Monodiscodes intermedius \| \| \| \| |
|              | Monodiscodes dimorphus                                                              |
|              |                                                                                     |
|              | Monodiscodes intermedius                                                            |
|              |                                                                                     |